# (100755) 1998 FO3
(100755) 1998 FO3 es un asteroide perteneciente al cinturón de asteroides descubierto el 20 de marzo de 1998 por el equipo del Spacewatch desde el Observatorio Nacional de Kitt Peak, Arizona, Estados Unidos.

## Designación y nombre
Designado provisionalmente como 1998 FO3.

## Características orbitales
1998 FO3 está situado a una distancia media del Sol de 2,695 ua, pudiendo alejarse hasta 2,900 ua y acercarse hasta 2,489 ua. Su excentricidad es 0,076 y la inclinación orbital 4,199 grados. Emplea 1616,35 días en completar una órbita alrededor del Sol.

## Características físicas
La magnitud absoluta de 1998 FO3 es 15,5. 